# هفدران
هفدران هي قرية في مقاطعة هريس، إيران. عدد سكان هذه القرية هو 130 في سنة 2006.